# Theo Reichelt
Theo Reichelt (* 7. November 1931) ist ein ehemaliger deutscher Fußballspieler. Er spielte 1953/54 mit der BSG Empor Lauter in der DDR-Oberliga, der höchsten Liga im DDR-Fußball.

## Sportliche Laufbahn
Bis 1951 spielte Theo Reichelt bei der Betriebssportgemeinschaft (BSG) Industrie in Hartha. Noch im selben Jahr wechselte er mit weiteren Spielern der BSG zum Bremer SV, der in der Amateurliga Bremen spielte. Dort wurde er hauptsächlich in der Reservemannschaft eingesetzt, deshalb wechselte er zum VfB Oldenburg in die Amateuroberliga Niedersachsen. Da er auch dort keine Bindung fand, kehrte er Ende 1952 wieder nach Hartha zurück. Dort spielte er in der Rückrunde 1953 wieder bei seiner alten BSG, die inzwischen als Fortschritt Hartha antrat. Sie spielte inzwischen in der drittklassigen Bezirksliga Leipzig, stieg aber unter Mitwirkung von Reichelt in die DDR-Liga auf. 
Reichelt wechselte jedoch zur Saison 1953/54 zum Oberligisten Empor Lauter. In der über 28 Runden laufenden Spielzeit bestritt Reichelt 20 Spiele. Er wurde in der Regel als halbrechter Stürmer eingesetzt und schoss im elften Oberligaspiel beim 2:2 gegen die BSG Rotation Babelsberg auf eigenem Platz sein einziges Oberligator. 
Zur Saison 1954/55 verzichtete Empor Lauter auf Theo Reichel, der wieder zu Fortschritt Hartha in die DDR-Liga zurückkehrte. Dort etablierte er sich mit 21 Einsätzen bei 26 Ligaspielen als Stammspieler. Er wurde zunächst auf seiner bisherigen Standardposition auf der halbrechten Angriffsseite aufgeboten, vom 8. Spieltag an setzte ihn sein Trainer jedoch im rechten Mittelfeld ein. Nach dieser Saison musste Fortschritt Hartha in die II. DDR-Liga absteigen, Theo Reichel kehrte nicht mehr in den höheren Ligenbereich zurück. 